# Chironomus gualtemaltecus
Chironomus gualtemaltecus är en tvåvingeart som beskrevs av Cockerell 1915. Chironomus gualtemaltecus ingår i släktet Chironomus och familjen fjädermyggor.
Artens utbredningsområde är Guatemala. Inga underarter finns listade i Catalogue of Life.